# 于糜
于 糜（う び、生没年不詳）は、中国後漢時代末期の武将。

## 正史中の事跡
| 姓名         | 于糜     |
| 時代         | 後漢時代 |
| 生没年       | 〔不詳〕 |
| 字・別号     | 〔不詳〕 |
| 出身地       | 〔不詳〕 |
| 職官         | 〔不詳〕 |
| 爵位・号等   | -        |
| 所属・陣営等 | 劉繇     |
| 家族・一族   | 〔不詳〕 |

劉繇配下。于糜は樊能とともに長江の横江津に駐屯した。これにより、同じく当利口に駐屯する同僚の張英と連動して、勢力拡張を企む袁術に備えていた。対する袁術は、恵衢・呉景・孫賁らを派遣して劉繇を攻撃させた。しかし、于糜ら劉繇の部将たちの防御は厚く、数年経っても撃破出来なかった。
しかし興平元年（194年）、呉景らを孫策が救援すると、戦況は一変する。孫策は、呉景らが数年かかっても攻略できなかった于糜らを瞬く間に撃破し、劉繇が篭っていた牛渚の要塞も陥落させた。于糜と樊能は、一度は牛渚を取り戻したものの、軍を返した孫策の攻撃を受け、またしても敗退した。これ以後、史書に記述は見当たらない。

## 物語中の于糜
小説『三国志演義』での于糜は、孫策に一騎討ちを挑むものの、わずか3合で生け捕られる。また、于糜を救出しようとした樊能は、孫策の大喝に驚いて落馬死してしまう。孫策は于糜を腕で抱えたまま自陣に戻るが、すでに窒息死していることになっている。
吉川英治の『三国志』では、「干糜（かん び）」と表記されている。